# Gourchelles
Gourchelles est une commune française située dans le département de l'Oise en région Hauts-de-France.

## Géographie
La commune de Gourchelles  se situe à l'extrémité ouest du département de l'Oise, en bordure du département de la Seine-Maritime.

### Écarts et lieux-dits
La Grosse-Baie, la Petite-Baie.

### Habitat
En 1999, 91,5 % des résidents de la commune étaient propriétaires de leurs logements (contre 60,4 % pour le département) et 4,3 % étaient locataires (contre 35,8 %).

### Hydrographie
La commune est située dans le bassin Seine-Normandie. Elle n'est drainée par aucun cours d'eau,.

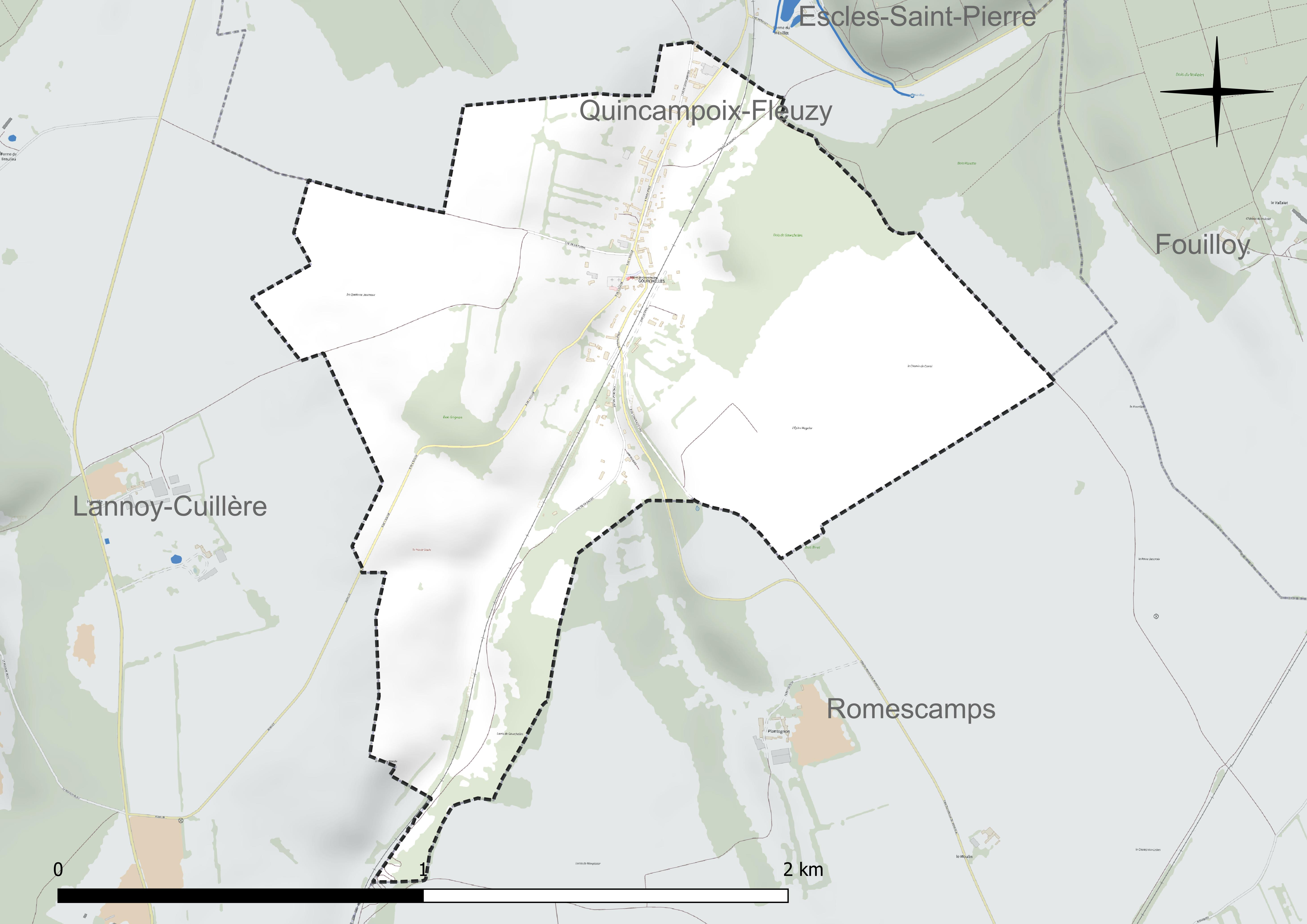
Réseau hydrographique de Gourchelles.

### Climat
Pour des articles plus généraux, voir Climat des Hauts-de-France et Climat de l'Oise.
En 2010, le climat de la commune est de type climat océanique dégradé des plaines du Centre et du Nord, selon une étude du CNRS s'appuyant sur une série de données couvrant la période 1971-2000. En 2020, Météo-France publie une typologie des climats de la France métropolitaine dans laquelle la commune est exposée à un climat océanique et est dans la région climatique  Côtes de la Manche orientale, caractérisée par un faible ensoleillement (1 550 h/an) ; forte humidité de l'air (plus de 20 h/jour avec humidité relative > 80 % en hiver), vents forts fréquents. 
Pour la période 1971-2000, la température annuelle moyenne est de 10 °C, avec une amplitude thermique annuelle de 14,4 °C. Le cumul annuel moyen de précipitations est de 855 mm, avec 13,1 jours de précipitations en janvier et 8,7 jours en juillet. Pour la période 1991-2020, la température moyenne annuelle observée sur la station météorologique la plus proche, située sur la commune de Saint-Arnoult à 11 km à vol d'oiseau, est de 10,4 °C et le cumul annuel moyen de précipitations est de 797,2 mm,. Pour l'avenir, les paramètres climatiques de la commune estimés pour 2050 selon différents scénarios d'émission de gaz à effet de serre sont consultables sur un site dédié publié par Météo-France en novembre 2022.

#### Climat de la Picardie
| Mois                        | Jan  | Fév  | Mar   | Avr   | Mai   | Jui   | Jui   | Aoû   | Sep   | Oct   | Nov  | Déc  | Année  |
| Températures minimales (°C) | 1    | 1,1  | 2,7   | 4,4   | 7,6   | 10,3  | 12,2  | 12,2  | 10,4  | 7,7   | 3,9  | 1,8  | 6,3    |
| Températures maximales (°C) | 5,6  | 6,5  | 9,4   | 12,4  | 16,2  | 18,9  | 21,0  | 21,3  | 18,9  | 14,8  | 9,4  | 6,5  | 13,4   |
| Températures moyennes (°C)  | 3,3  | 3,8  | 6,0   | 8,4   | 11,9  | 14,6  | 16,6  | 16,7  | 14,7  | 11,3  | 6,7  | 4,2  | 9,8    |
| Ensoleillement (h)          | 52,6 | 81,3 | 114,0 | 165,6 | 199,0 | 209,7 | 215,4 | 207,8 | 151,5 | 113,7 | 74,4 | 47,5 | 1637,9 |
| Pluviométrie (mm)           | 59,2 | 48,3 | 55,0  | 48,1  | 53,6  | 61,8  | 57,4  | 57    | 68    | 71,8  | 81,2 | 70,2 | 731,5  |

## Urbanisme

### Typologie
Au 1er janvier 2024, Gourchelles est catégorisée commune rurale à habitat dispersé, selon la nouvelle grille communale de densité à sept niveaux définie par l'Insee en 2022.
Elle est située hors unité urbaine et hors attraction des villes,.

### Occupation des sols
L'occupation des sols de la commune, telle qu'elle ressort de la base de données européenne d'occupation biophysique des sols Corine Land Cover (CLC), est marquée par l'importance des territoires agricoles (87,9 % en 2018), une proportion identique à celle de 1990 (87,9 %). La répartition détaillée en 2018 est la suivante : 
terres arables (45,7 %), prairies (42,2 %), forêts (12,1 %). L'évolution de l'occupation des sols de la commune et de ses infrastructures peut être observée sur les différentes représentations cartographiques du territoire : la carte de Cassini (XVIIIe siècle), la carte d'état-major (1820-1866) et les cartes ou photos aériennes de l'IGN pour la période actuelle (1950 à aujourd'hui).

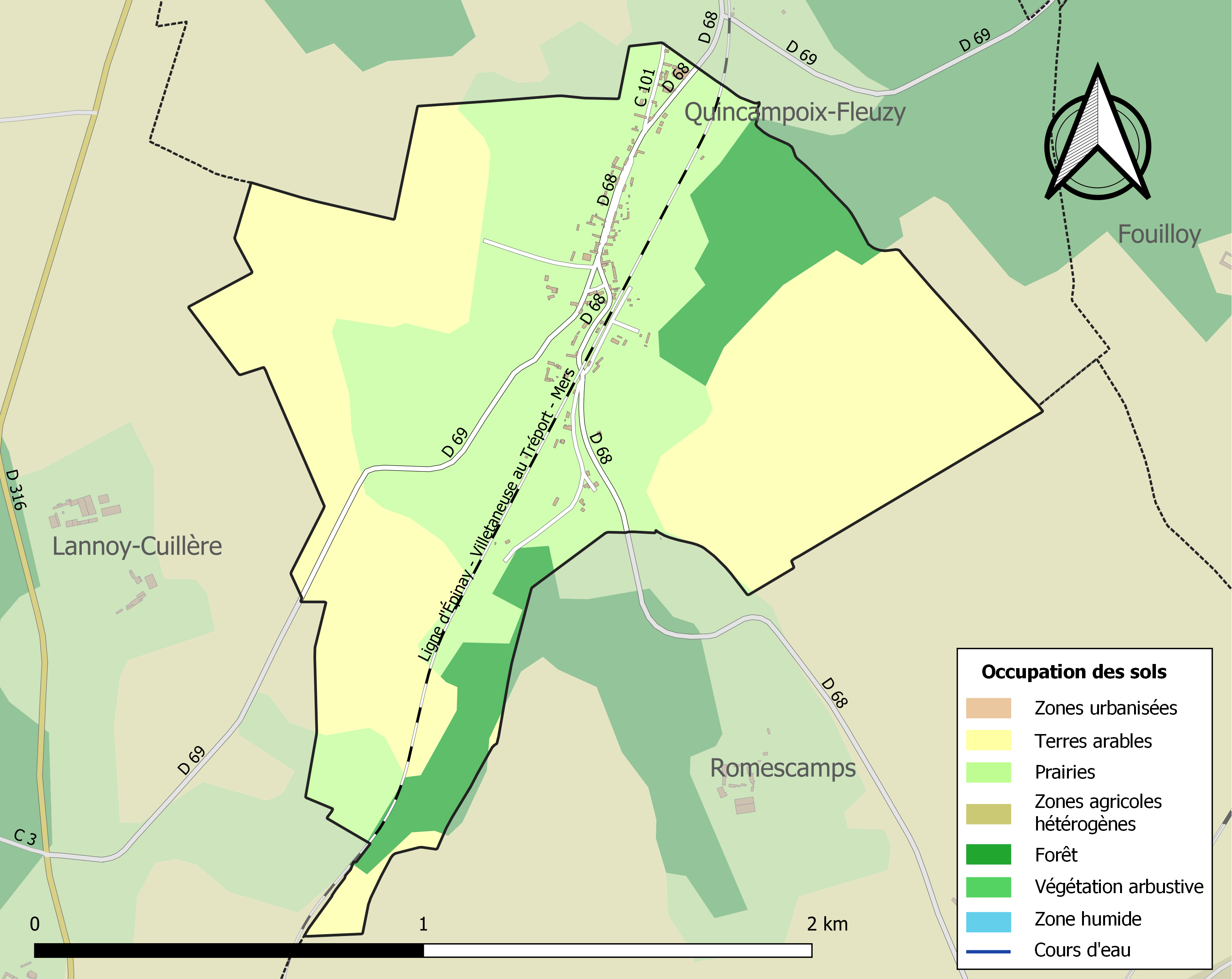
Carte des infrastructures et de l'occupation des sols de la commune en 2018 (CLC).

### Voies de communication et transports
La commune est desservie, en 2023, par les lignes 6103, 6113 et 6124 du réseau interurbain de l'Oise.

## Toponymie
Le nom de la localité est attesté sous les formes Golechellis (vers 1140) ; Golecheloe (vers 1140) ; Golecholioe (1145) ; de Golicholis (1155) ; Gorcelloe (1170) ; Rubrucella (1250) ; Golecelloe (1250) ; Golecheles (1258) ; Golecelle (vers 1280) ; de Golecellis (XIIIe) ; Corticelloe (1370) ; Courcelles (1430) ; Gourcelles (vers 1520) ; Gourselles (vers 1520) ; Gouloncelles (vers 1520) ; Gourchelle (XIXe) ; Gourchelles (1840).

## Politique et administration

### Intercommunalité
Gourchelles fait partie, comme quatre-vingt-huit autres communes, de la communauté de communes de la Picardie Verte qui correspond l'ensemble des communes des cantons de Formerie, Grandvilliers et Marseille-en-Beauvaisis, ainsi que certaines communes du canton de Songeons.
La commune fait également partie du « Grand Beauvaisis », l'un des seize pays a constituer le « Pays de Picardie ».

### Liste des maires
| Période                                  | Période                   | Identité        | Étiquette | Qualité                                                           |
| ---------------------------------------- | ------------------------- | --------------- | --------- | ----------------------------------------------------------------- |
| Les données manquantes sont à compléter. |                           |                 |           |                                                                   |
| mars 1978                                | mars 2008                 | Jacques Richard |           | Menuisier SNCF (retraité)                                         |
| mars 2008                                | janvier 2013              | Serge Chaput    |           | Décédé en fonction                                                |
| 15 mars 2013                             | En cours (au 3 juin 2020) | Christophe Cocu |           | Salarié de Saverglass (Feuquières) Réélu pour le mandat 2020-2026 |

## Population et société

### Démographie

#### Évolution démographique
L'évolution du nombre d'habitants est connue à travers les recensements de la population effectués dans la commune depuis 1793. Pour les communes de moins de 10 000 habitants, une enquête de recensement portant sur toute la population est réalisée tous les cinq ans, les populations de référence des années intermédiaires étant quant à elles estimées par interpolation ou extrapolation. Pour la commune, le premier recensement exhaustif entrant dans le cadre du nouveau dispositif a été réalisé en 2004.

En 2022, la commune comptait 104 habitants, en évolution de −18,11 % par rapport à 2016 (Oise : +0,87 %, France hors Mayotte : +2,11 %).
| 1793 | 1800 | 1806 | 1821 | 1836 | 1841 | 1846 | 1851 | 1856 |
| ---- | ---- | ---- | ---- | ---- | ---- | ---- | ---- | ---- |
| 172  | 179  | 190  | 183  | 188  | 214  | 212  | 225  | 209  |

| 1861 | 1866 | 1872 | 1876 | 1881 | 1886 | 1891 | 1896 | 1901 |
| ---- | ---- | ---- | ---- | ---- | ---- | ---- | ---- | ---- |
| 222  | 218  | 242  | 208  | 185  | 184  | 184  | 191  | 156  |

| 1906 | 1911 | 1921 | 1926 | 1931 | 1936 | 1946 | 1954 | 1962 |
| ---- | ---- | ---- | ---- | ---- | ---- | ---- | ---- | ---- |
| 158  | 149  | 163  | 152  | 151  | 138  | 170  | 191  | 172  |

| 1968 | 1975 | 1982 | 1990 | 1999 | 2004 | 2006 | 2009 | 2014 |
| ---- | ---- | ---- | ---- | ---- | ---- | ---- | ---- | ---- |
| 171  | 128  | 140  | 121  | 119  | 132  | 133  | 131  | 130  |

| 2019 | 2022 | - | - | - | - | - | - | - |
| ---- | ---- | - | - | - | - | - | - | - |
| 109  | 104  | - | - | - | - | - | - | - |

#### Pyramide des âges
La population de la commune est relativement âgée.
En 2018, le taux de personnes d'un âge inférieur à 30 ans s'élève à 23,8 %, soit en dessous de la moyenne départementale (37,3 %). À l'inverse, le taux de personnes d'âge supérieur à 60 ans est de 32,1 % la même année, alors qu'il est de 22,8 % au niveau départemental.
En 2018, la commune comptait 60 hommes pour 55 femmes, soit un taux de 52,17 % d'hommes, largement supérieur au taux départemental (48,89 %).
Les pyramides des âges de la commune et du département s'établissent comme suit.
| Hommes | Classe d’âge | Femmes |
| ------ | ------------ | ------ |
| 0,0    | 90 ou +      | 1,9    |
| 3,5    | 75-89 ans    | 21,2   |
| 15,8   | 60-74 ans    | 23,1   |
| 29,8   | 45-59 ans    | 21,2   |
| 21,1   | 30-44 ans    | 15,4   |
| 12,3   | 15-29 ans    | 11,5   |
| 17,5   | 0-14 ans     | 5,8    |

| Hommes | Classe d’âge | Femmes |
| ------ | ------------ | ------ |
| 0,5    | 90 ou +      | 1,4    |
| 5,5    | 75-89 ans    | 7,6    |
| 15,6   | 60-74 ans    | 16,3   |
| 20,8   | 45-59 ans    | 20     |
| 19,4   | 30-44 ans    | 19,4   |
| 17,6   | 15-29 ans    | 16,2   |
| 20,6   | 0-14 ans     | 19,1   |

## Lieux et monuments
Gourchelles compte un monument aux morts ainsi qu'un vitrail, au fond de l'église, commémorant les morts de la Première Guerre mondiale.

## Équipements ou services

### Voies de communication et transports
1. Par la route : D 919 (ex-route nationale 319) ;
2. Par le train : gare d'Abancourt TER Normandie (ligne Amiens - Rouen) et TER Picardie (ligne Amiens - Rouen, ligne Épinay - Le Tréport) ;
3. Par avion : à 35 km de l'aéroport de Paris Beauvais Tillé.